# Fronteras de Cuba
Cuba es un país insular de las Antillas Mayores del Caribe, la mayor parte de su territorio se ubica en la isla homónima, y junto a la isla de la Juventud y otras pequeñas islas posee fronteras marítimas con sus vecinos insulares, y un enclave militar estadounidense al noreste del país.
Cuba solo posee una franja de frontera terrestre con la Base Naval de la Bahía de Guantánamo y, adicionalmente, posee linderos marítimos en el mar Caribe y en el golfo de México. Su territorio marítimo limita con siete países: Bahamas y Haití por el este, Jamaica y Reino Unido —mediante Islas Caimán— al sur, Estados Unidos al noroeste y México y Honduras al oeste.

## Fronteras marítimas

### Jamaica
La frontera entre Cuba y Jamaica es un límite internacional marítimo que discurre en el mar Caribe en el Atlántico norte, está definido por el acuerdo marítimo de 1994 entre ambos países insulares.

### Estados Unidos
La frontera entre Cuba y Estados Unidos es un límite internacional que discurre entre el mar Caribe y el Golfo de México en el Atlántico norte, está definido por el acuerdo de 1977 y el tratado de 2017.
El acuerdo de 1977 fue planificado inicialmente como provisional durante las administraciones del presidente del Consejo de Ministros de Cuba Fidel Castro y el presidente de los Estados Unidos Jimmy Carter, aunque no fue avalado por el Senado de los Estados Unidos por lo que ambos países se mantuvieron en espera hasta 2017 cuando firmaron un nuevo tratado, teniendo configuraciones del sector limítrofe en el Golfo de México.